# Anielinki
Die Anielinki (bis 1945 Jezuicka Góra, deutsch Englershöhe) ist eine 53 Meter hohe Erhebung in Danzig in Polen. Sie liegt im Stadtteil Stare Szkoty (Alt Schottland), auf dem Gebiet des Stadtbezirks Orunia-Św. Wojciech-Lipce (Ohra, St. Albrecht und Guteherberge) im Süden der Stadt.
Die Jesuiterschanze (1940 mit Zusatz Englershöhe, polnisch Szaniec Jezuicki) auf der Anhöhe war von 1829 bis 1920 ein Fort der Festung Danzig. Die umgebende Siedlung trägt ebenfalls den Namen Englershöhe beziehungsweise Kolonia Anielinki.

## Geographie
Die Erhebungen am Stadtrand gehören zum Baltischen Landrücken, einer eiszeitlichen Moräne. Der nördlich gelegene Biskupia Górka (Bischofsberg) steigt bis zu einer Höhe von 60 Metern an, der anschließende Wzgórze Kawowe (Hagelsberg) bei Oliwa (Oliva) erreicht 46 Meter.

## Geschichte

### Namensgebung
Die Anhöhe wurde vom 16. bis 18. Jahrhundert als Breberg bezeichnet, später wurde sie auch Jesuiterberg oder Jesuitenberg (Jezuicka Góra) genannt. Nach dem offiziellen deutschen Namen Englershöhe trägt die Jezuicka Góra seit 1945 den Namen Anielinki.

### JurydykaBreberg
Der Name Breberg stammt von Siedlern, die dort im 16. Jahrhundert lebten. Im Jahr 1592 verlieh der Bischof von Kujawien und Pommern den Jesuiten eine Jurydyka „Ufenbreberg“ (1736 „Offenbreberg“) oberhalb von Alt Schottland. Der Bau des Danziger Jesuitenkollegs am Osthang des Brebergs wurde aufgrund des abfallenden Geländes aufgegeben.
Der Bau des Danziger Jesuitenkollegs am Osthang des Brebergs wurde aufgrund des abfallenden Geländes aufgegeben. Im Zweiten Polnisch-Schwedischen Krieg wurde der Ort Breberg 1653 und 1656 zusammen mit Alt Schottland vollständig durch die Danziger zerstört. Seit 1681 wieder bewohnt, gab es 1692 fünf Häuser. Das Bürgermeister- oder Richteramt übte meist ein Ordensbruder aus. Während der Belagerung von Danzig im Jahr 1734 wurde die Jurydyka Breberg erneut zerstört. Im Jahr 1753 gab es zwei Gasthöfe, einer namens Stadancyk (polnisch für „Stadt Danzig“) und 1766 28 Häuser, die von 70 Familien bewohnt wurden.
Nach der ersten Teilung Polens annektierte Preußen 1772 alle geistlichen Gebiete bis vor die Stadttore von Danzig. Die ehemalige Jurydyka hatte 1773 255 Einwohner, hauptsächlich Handwerker und Tagelöhner. Das Gebiet war Teil der Königlich-Preußischen Immediatstadt Stolzenberg.

### Befestigung der Anhöhe

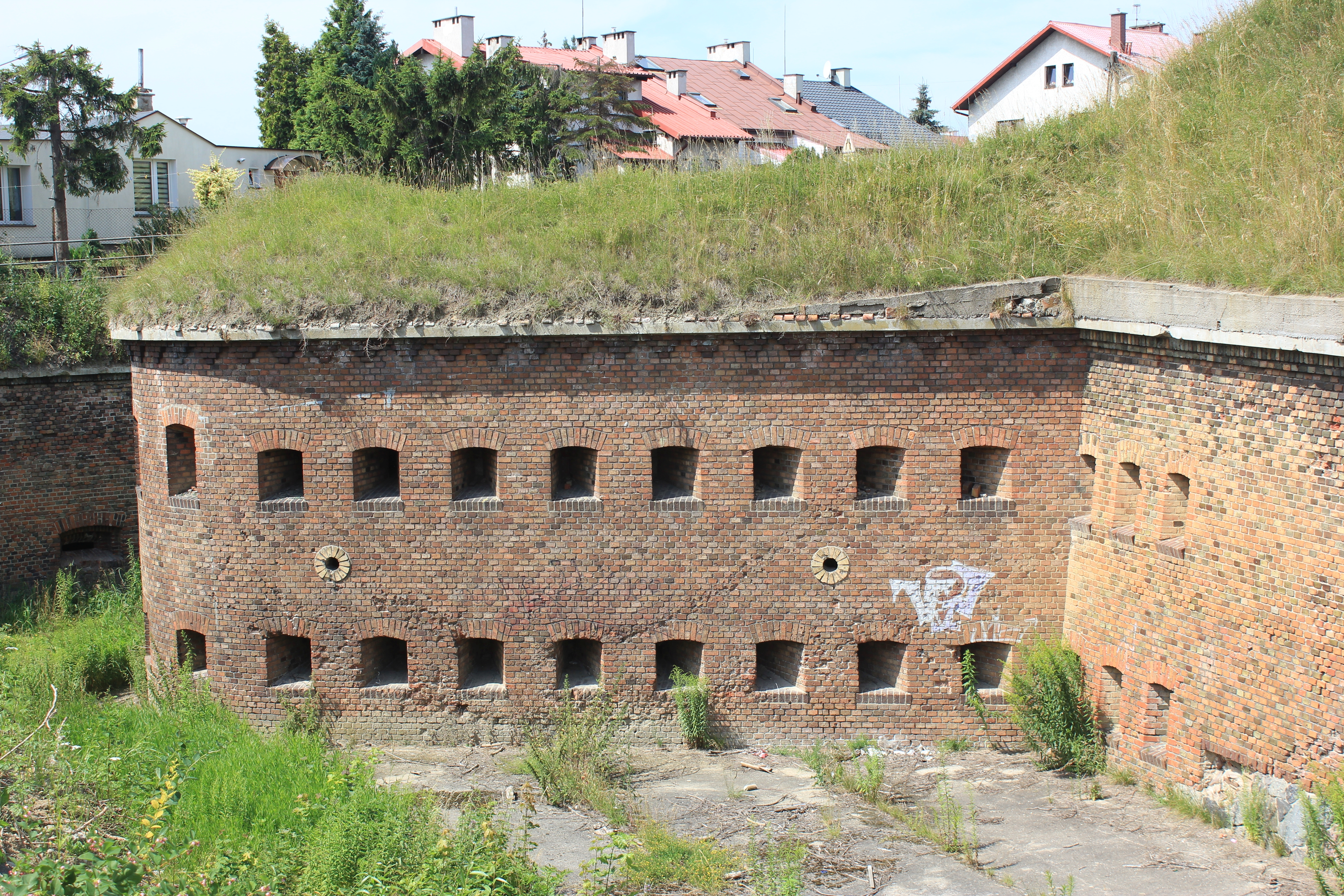
Kaponniere und Kolonia Anielinki im Hintergrund (2017)

Die provisorische Schanze auf dem Berg wurde im März 1807 durch die Franzosen erobert und bis 1813 wieder aufgebaut. Am 10. Oktober 1813 wurde sie von den Russen erobert und zum Beschuss der Danziger Speicherinsel verwendet. In den Jahren von 1829 bis 1832 wurde ein Erdwall mit gemauertem Reduit, später zweigeschossig ausgebaut, errichtet. Nach 1840 entstand ein Fort der Festung Danzig nach neupreußischer Manier. Beim Ausbau wurden 1858 zwei Kaponnieren fertiggestellt und 1859 zwei Poternen hinzugefügt, bis 1867 kam unter anderem ein Pulverlager hinzu. Die Unterstände auf dem Wall gehörten 1867 zu den ersten Bauten in Preußen aus bewehrtem Beton.
Das Fort erhielt den Namen Jesuiterschanze (Szaniec Jezuicki) und war durch eine eigens gebaute Straße Neuweinberg mit der Stadt verbunden. Die Besatzung war in der Wieben-Kaserne in der (alten) Vorstadt (Stary Przedmieście) stationiert. Gemäß dem Friedensvertrag von Versailles wurde das Fort 1920 entmilitarisiert. Es war 1940 als Jesuitenschanze Englershöhe in die Karten eingetragen. Das Reduit wurde 1945 zerstört.

### Besiedlung und zivile Nutzung
In der Zwischenkriegszeit wurden am Osthang der Anhöhe in der Straße Am Breberg (ul. Szkocka) Villen gebaut. Westlich des Forts entstand nach 1920 eine Siedlung mit über 50 kleinen, meist hölzernen Einfamilienhäusern. Sie erhielt wie der Berg den Namen Englershöhe. Mit Kolonia Anielinki wird heute eine weit größere Ansiedlung bezeichnet.
Das Fort wurde 1956 zu einer Lagerhalle umgebaut, im Festungsgraben entstanden zwei große Hallen auf Betonfundamenten. Unter der Nummer 269 wurden die Festungsgebäude am 14. Juni 196 in die Nationale Denkmalliste eingetragen. Sie wurden weiterhin wirtschaftlich genutzt. Bis 2000 war eine Gastronomie- und Handelsgenossenschaft Pächter der Lagerflächen. 
Im März 2000 übernahm die Stadt das gesamte Areal des Forts in Verwaltung. Es wurden Sicherheitsmaßnahmen ergriffen, die Lagerhallen abgerissen und das Gelände aufgeräumt. Die Sanierungskosten wurden auf neun Millionen Złoty geschätzt. Das in den Festungsanlagen auf dem Hagelsberg beheimatete Bildungszentrum „Centrum Hewelianum“ und die Schützenbruderschaft lehnten ein Übernahme ab. Ein Motorradverein war 2014–2017 Nutzer der Anlage.